# Katerine Savard
Katerine Savard (Pont-Rouge, 26 de maio de 1993) é uma nadadora canadense, medalhista olímpica.

## Carreira

### Rio 2016
Savard competiu na natação nos Jogos Olímpicos de Verão de 2016 e conquistou a medalha de bronze com o revezamento 4x200 metros livre.